# 牛顿法
牛顿法（英語：Newton's method）又称为牛顿-拉弗森方法（英語：Newton-Raphson method），它是一种在实数域和复数域上近似求解方程的方法。方法使用函数{\displaystyle f(x)}的泰勒级数的前面几项来寻找方程{\displaystyle f(x)=0}的根。

## 起源
牛顿法最初由艾萨克·牛頓在《流数法》（Method of Fluxions，1671年完成，在牛顿去世后於1736年公开发表）中提出。约瑟夫·鮑易也曾于1690年在Analysis Aequationum中提出此方法。

## 方法说明

alt Illustration of Newton's method

首先，选择一个接近函数{\displaystyle f(x)}零点的{\displaystyle x_{0}}，计算相应的{\displaystyle f(x_{0})}和切线斜率{\displaystyle f'(x_{0})}（这里{\displaystyle f'}表示函数{\displaystyle f}的导数）。然后我们计算穿过点{\displaystyle (x_{0},f(x_{0}))}并且斜率为{\displaystyle f'(x_{0})}的直线和{\displaystyle x}轴的交点的{\displaystyle x}坐标，也就是求如下方程的解：
{\displaystyle 0=(x-x_{0})\cdot f'(x_{0})+f(x_{0})}
我们将新求得的点的{\displaystyle x}坐标命名为{\displaystyle x_{1}}，通常{\displaystyle x_{1}}会比{\displaystyle x_{0}}更接近方程{\displaystyle f(x)=0}的解。因此我们现在可以利用{\displaystyle x_{1}}开始下一轮迭代。迭代公式可化简为如下所示：
{\displaystyle x_{n+1}=x_{n}-{\frac {f(x_{n})}{f'(x_{n})}}}
已有证明牛顿迭代法的二次收敛必须满足以下条件：

{\displaystyle f'(x)\neq 0}; 对于所有{\displaystyle x\in I}，其中{\displaystyle I}为区间[α − r, α + r]，且{\displaystyle x_{0}}在区间其中{\displaystyle I}内，即 {\displaystyle \left|\alpha -x_{0}\right|\leq r} 的; 

对于所有{\displaystyle x\in I}，{\displaystyle f''(x)}是连续的; 

{\displaystyle x_{0}}足够接近根 α。
然而当{\displaystyle f(x)=0}在{\displaystyle x=\alpha }处有m重根时，这时牛顿法会降为线性收敛，虽然使用牛顿法也可以继续算下去，但收敛速度会减慢。

## 其它例子

### 第一个例子
求方程{\displaystyle \cos(x)-x^{3}=0}的根。令{\displaystyle f(x)=\cos(x)-x^{3}}，两边求导，得{\displaystyle f'(x)=-\sin(x)-3x^{2}}。由于{\displaystyle -1\leq \cos(x)\leq 1(\forall x)}，则{\displaystyle -1\leq x^{3}\leq 1}，即{\displaystyle -1\leq x\leq 1}，可知方程的根位于{\displaystyle 0}和{\displaystyle 1}之间。我们从{\displaystyle x_{0}=0.5}开始。
{\displaystyle {\begin{matrix}x_{1}&=&x_{0}-{\frac {f(x_{0})}{f'(x_{0})}}&=&0.5-{\frac {\cos(0.5)-0.5^{3}}{-\sin(0.5)-3\times 0.5^{2}}}&=&1.112141637097\\x_{2}&=&x_{1}-{\frac {f(x_{1})}{f'(x_{1})}}&=&\vdots &=&{\underline {0.}}909672693736\\x_{3}&=&\vdots &=&\vdots &=&{\underline {0.86}}7263818209\\x_{4}&=&\vdots &=&\vdots &=&{\underline {0.86547}}7135298\\x_{5}&=&\vdots &=&\vdots &=&{\underline {0.8654740331}}11\\x_{6}&=&\vdots &=&\vdots &=&{\underline {0.865474033102}}\end{matrix}}}

### 第二个例子
牛顿法亦可发挥与泰勒展开式，对于函式展开的功能。
求{\displaystyle a}的{\displaystyle m}次方根。
{\displaystyle x^{m}-a=0}
设{\displaystyle f(x)=x^{m}-a}，{\displaystyle f'(x)=mx^{m-1}}
而a的m次方根，亦是x的解，
以牛顿法来迭代：
{\displaystyle x_{n+1}=x_{n}-{\frac {f(x_{n})}{f'(x_{n})}}}
{\displaystyle x_{n+1}=x_{n}-{\frac {x_{n}^{m}-a}{mx_{n}^{m-1}}}}
{\displaystyle x_{n+1}=x_{n}-{\frac {x_{n}}{m}}(1-ax_{n}^{-m})}
（或 {\displaystyle x_{n+1}=x_{n}-{\frac {1}{m}}\left(x_{n}-a{\frac {x_{n}}{x_{n}^{m}}}\right)}）

## 應用

### 求解極值問題
牛頓法也被用於求函數的極值。由於函數取極值的點處的導數值為零，故可用牛頓法求導函數的零點，其疊代式為
{\displaystyle x_{n+1}=x_{n}-{\frac {f^{\prime }(x_{n})}{f^{\prime \prime }(x_{n})}}.}
求拐点的公式以此类推

## 電腦程式
可以用程式寫出牛頓法:
例題:{\displaystyle f(x)=x^{3}-10x^{2}+x+1=0}    求x

用Python:
```
from
 
math
 
import
 
pow

def
 
f
(
x
):

    
y
 
=
 
pow
(
x
,
3
)
-
(
10
*
x
*
x
)
+
x
+
1

    
return
 
y

def
 
dx
(
x
):

    
y
 
=
 
(
3
*
x
*
x
)
-
(
20
*
x
)
+
1

    
return
 
y

x
 
=
 
1

for
 
i
 
in
 
range
(
1000
):

    
x
 
=
 
x
 
-
 
(
f
(
x
)
/
dx
(
x
))

print
(
x
)

```

用C語言:
```
#include
 
<stdio.h>

#include
 
<math.h>

double
 
x
 
=
 
1.0
;

double
 
f
(
double
 
x
){

    
double
 
y
 
=
 
pow
(
x
,
3
)
-
(
10
*
x
*
x
)
+
x
+
1
;

    
return
 
y
;}

double
 
dx
(
double
 
x
){

    
double
 
y
 
=
 
(
3
*
x
*
x
)
-
(
20
*
x
)
+
1
;

    
return
 
y
;}

int
 
main
 
(){

    
for
(
int
 
i
=
0
;
i
<
1000
;
i
++
){

    
x
 
=
 
x
 
-
 
(
f
(
x
)
/
dx
(
x
));}

    
printf
(
" %f"
,
x
);

    
return
 
0
;

}

```

只要修改f(x)和dx(x)函數就可以解其他方程式

## 註解
1. ↑   (PDF).   [2018-06-26]. （原始内容存档 (PDF)于2021-04-24）.
2. ↑  张宏伟，金光日，施吉林，董波 (编).  2013年第2版. 北京: 高等教育出版社. 2005: 138. ISBN 9787040365955.

## 外部連結
- JAVA：牛頓勘根法 （页面存档备份，存于） （繁體中文）